# Czernica (dopływ Jeziora Sławskiego)
Czernica – struga na Pojezierzu Leszczyńskim, dopływ jeziora Sławskiego o długości ok. 11 km.
Struga jest recypientem ścieków z miejskiej oczyszczalni w Sławie, z tego powodu według badań Wojewódzkiego Inspektoratu Ochrony Środowiska w Zielonej Górze jest głównym powodem stale pogarszającego się stanu wód jeziora Sławskiego.